# Ambrozija (mitologija)
Ambrózija (grško ambrosia) je v grški mitologiji hrana bogov na Olimpu, ki daje nesmrtnost in večno mladost. Na Olimp so jo bogovom prinašali bledi golobi. Drugo ime zanjo je nektar.